# Daily NK
Daily NK je internetski novinski portal koji se fokusira na probleme i vijesti vezane za Sjevernu Koreju. Središte portala je u Seulu (Južna Koreja), a priče i vijesti se prikupljaju putem tajnih dopisnika i informacijskih kanala unutar Sjerverne Koreje. Glavne teme izvještavanja su razna kršenja ljudskih prava i općenito život u Sjevernoj Koreji.
Novine financiraju mnogobrojni donatori te razne nevladine udruge, a u financiranju pomaže i Kongres Sjedinjenih Američkih Država. Članci se pišu na engleskom, korejskom, kineskom i japanskom jeziku.
Portal je 2004. godine osnovao Han Ki Hong i Mreže za Sjevernokorejsku demokraciju i ljudska prava (nevladina organizacija smještena u Seulu). Nekoliko kineskih dopisnika radi za Daily NK te upravo oni rade reportaže s izbjeglicama koji bježe preko granice koja odvaja Sjevernu Koreju i Kinu. Novinare ovih novina često su citiraju zapadni mediji i njihove se reportaže često koriste kako bi se prikazala situacija koja vlada unutar Sjeverne Koreje.